# Gayo (Sprache)
Gayo ist eine im nördlichen Sumatra um Takengon, Gayo Lues, Bener Meriah, Südost-Aceh, Genteng und Lokop vom Volk der Gayo gesprochene Sprache. Sie gehört zum Nordwest-Sumatra-Zweig der malayo-polynesischen Sprachen innerhalb der austronesischen Sprachen, weist aber keine enge Verwandtschaft zu anderen Sprachen auf.
Es gibt die Dialekte Deret, Lues, Lut und Serbejadi-Lukup.